# San Salvatore Telesino
San Salvatore Telesino är en ort och kommun i provinsen Benevento i regionen Kampanien i Italien. Kommunen hade 4 075 invånare (2017).